# Rossford
Rossford é uma cidade localizada no estado norte-americano de Ohio, no Condado de Wood.

## Demografia
Segundo o censo norte-americano de 2000, a sua população era de 6406 habitantes.
Em 2006, foi estimada uma população de 6359, um decréscimo de 47 (-0.7%).

## Geografia
De acordo com o United States Census Bureau tem uma área de
11,8 km², dos quais 11,1 km² cobertos por terra e 0,7 km² cobertos por água. Rossford localiza-se a aproximadamente 187 m acima do nível do mar.

## Localidades na vizinhança
O diagrama seguinte representa as localidades num raio de 8 km ao redor de Rossford.